# Экофеминистское искусство

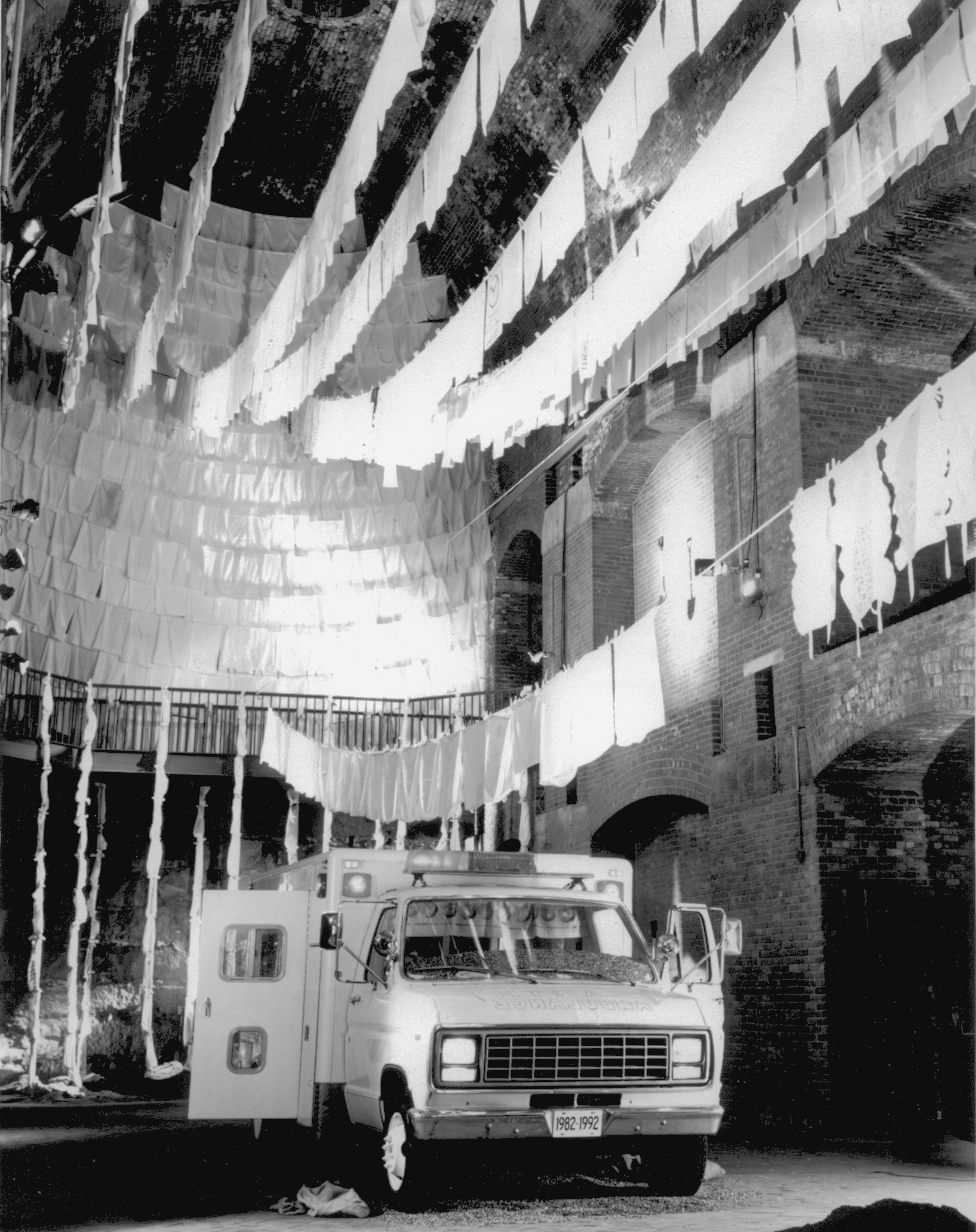
Earth Ambulance (1982—1992), Айлон, Элен

Экофеминистское искусство ― течение в современном искусстве, появившееся в 1970-х годах в ответ на философию экофеминизма, в разработке которой участвовали такие авторы, как Кэролин Мёрчант, Вэл Пламвуд, Донна Харауэй, Стархок, Грета Гаард, Карен Дж. Уоррен и Ребекка Солнит. Все эти писательницы подчёркивали важность отношений культурного доминирования и этики (Мерчант, Пламвуд, Харауэй), выраженных в виде сексизма (Харауэй), духовности (Стархок), видовой дискриминации (Уоррен, Гаард), капиталистических ценностей, которые отдают предпочтение объективации, а также важность практики вегетарианства в этих контекстах (Гаард). Основные проблемы, на решение которых направлена идеология экофеминизма, вращаются вокруг влияния «евроцентристской капиталистической патриархальной культуры, основанной на господстве над природой и господстве над женщиной „как части природы“». Люк Мартелл в журнале Ecology and Society пишет, что «женщины» и «природа» являются «жертвами патриархального насилия» и «идеологических продуктов культуры контроля, порождённой эпохой Просвещения». Экофеминистки утверждают, что человеческое общество должно стать частью природы, живя с ней и посреди неё, должно признать, что природа ― это живой организм, способный дышать; необходимо выступать против пассивности, окружающей её: сама эта пассивность, по их мнению, является синонимом пассивной роли, навязанной женщинам культурой патриархата, политикой и капитализмом.
Актуальность идей экофеминизма обсуждалась в феминистских художественных программах на уровне колледжей и университетов, в том числе в Институте социальной экологии при Годдард-колледже, штат Вермонт. В США ещё в 1962 году подавляющее число судебных исков против корпоративного мира поступало из кухонь матерей и бабушек. В 1964 году бразильские женщины учредили ассоциацию Acào Democràtica Feminina Gaucha, которая вскоре превратилась в группу защиты устойчивого сельского хозяйства. Женщины объединялись, чтобы сломать «континуум евроцентристской патриархальной капиталистической эксплуатации природных ресурсов, женщин и коренных народов».
Работы экофеминисток повлияли на многих деятелей экологического искусства в части признания необходимости установления более горизонтальных связей с природой.
Наиболее заметным исследователем творчества экофеминисток является американский критик искусства Глория Феман Оренштейн.
Женский экологический справочник по искусству (WEAD) ― компендиум имён женщин, которые идентифицируют себя как энвайронментальные художницы, был составлен по инициативе Джо Хансон и Сьюзен Лейбовиц Штайнман в 1990-х годах с целью того, чтобы отдать должное женщинам-художникам, которые иначе не были бы признаны господствующим художественным миром. Кроме собственно художников, под влиянием экофеминистского мышления находились и некоторые кураторы искусства, например Эми Липтон и Триша Уоттс. Липтон организовала две тематические выставки в своей галерее в Сохо: Shapeshifters (1992), в которой были представлены работы 22 художниц, посвящённые памяти женщин, которых осудили и казнили за колдовство в Салеме и The Abortion Project, художественную выставку деятелей движения за репродуктивный выбор.